# Abílio Gomes Correia
Abílio Gomes Correia ( Padim da Graça, 9 de Fevereiro de 1882 — São Mamede de Este, 29 de Junho de 1967) foi um padre português

## Perfil humano
O P. Abílio foi uma pessoa privilegiada pela natureza: homem de saúde de ferro, alto, fisicamente bem constituído, apreciador das coisas boas e belas, capaz  de suportar grandes cargas de trabalho e de aguentar, impávido e sereno, as maiores contrariedades. Perante as adversidades nunca cruzava os braços e lutava, teimosamente, até resolver os problemas.

## A paróquia de S. Mamede de Este
Quando chegou a S. Mamede de Este em 1907, certificou-se do ambiente onde fora parar. A casa que lhe era destinada estava em ruínas: chovia lá dentro, só tinha um quarto razoável e um espaço bastante amplo que servia de cozinha, sala de jantar e local de atendimento; para a empregada - primeiro a própria mãe e depois a sua irmã de leite - apenas um cubículo sem ar nem luz onde só cabia a cama; o quarto de banho, nem prático nem cómodo; o soalho esburacado e a janela sem vidros. Não era famoso nem vistoso o palácio que herdou…

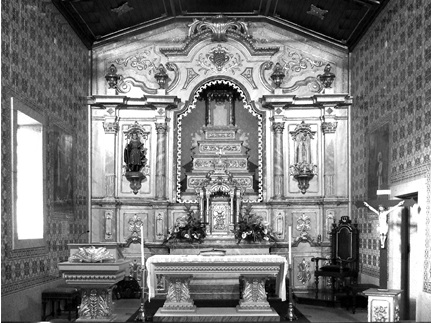
Interior da Igreja de S. Mamede de Este

A igreja paroquial, situada ao lado da residência, fazia um conjunto harmonioso com ela: telhas partidas, janelas sem vidros, altares sem toalhas e o próprio Sacrário estava “adornado” por dentro, com teias de aranha. O inventário de bens não lhe levou muito tempo a fazer: não havia valores nem sequer as coisas mais usadas no dia-a-dia duma Paróquia.

### As pessoas
As pessoas da freguesia eram poucas e muito pobres; raramente frequentavam os actos religiosos e a vida moral, de cristã, tinha muito pouco. Quando chegou, com 25 anos de idade, foi recebido com indiferença pela Junta da Paróquia e mais algumas pessoas curiosas. 

### Ainda jovem e ficou só
Depois da tomada de posse, o pai e o irmão P. Firmino, Pároco da Pousa, foram embora, e ele ali ficou com a mãe, a olhar pelos buracos da janela para a Serra do Carvalho. Como teria sido duro para aquele jovem sacerdote, que durante os estudos se distinguiu pela inteligência, educação e devoção. As suas classificações foram sempre ao nível das do seu colega e amigo, António Bento Martins Júnior, que viria a ser Arcebispo Primaz de Braga. 

### … mas arranjou companhia
Surpreendentemente, apaixonou-se por aquela terra inóspita, pelas suas pobres e desorientadas gentes e, sobretudo, pelo “habitante” do miserável Sacrário. Era com o Senhor Sacramentado que o P. Abílio passava o seu tempo, desabafava e trabalhava.

### …Fez-se amigo d’ Ele e por Ele ficou fascinado!!!
Decorrido algum tempo, as horas do dia já não chegavam para estarem juntos e começou a prolongar o convívio pela noite de dentro: das 24 horas do dia, só tirava três para dormir, dedicando as outras às pessoas, às tarefas que lhe competiam e à Adoração do Santíssimo Sacramento.

## Homem pragmático

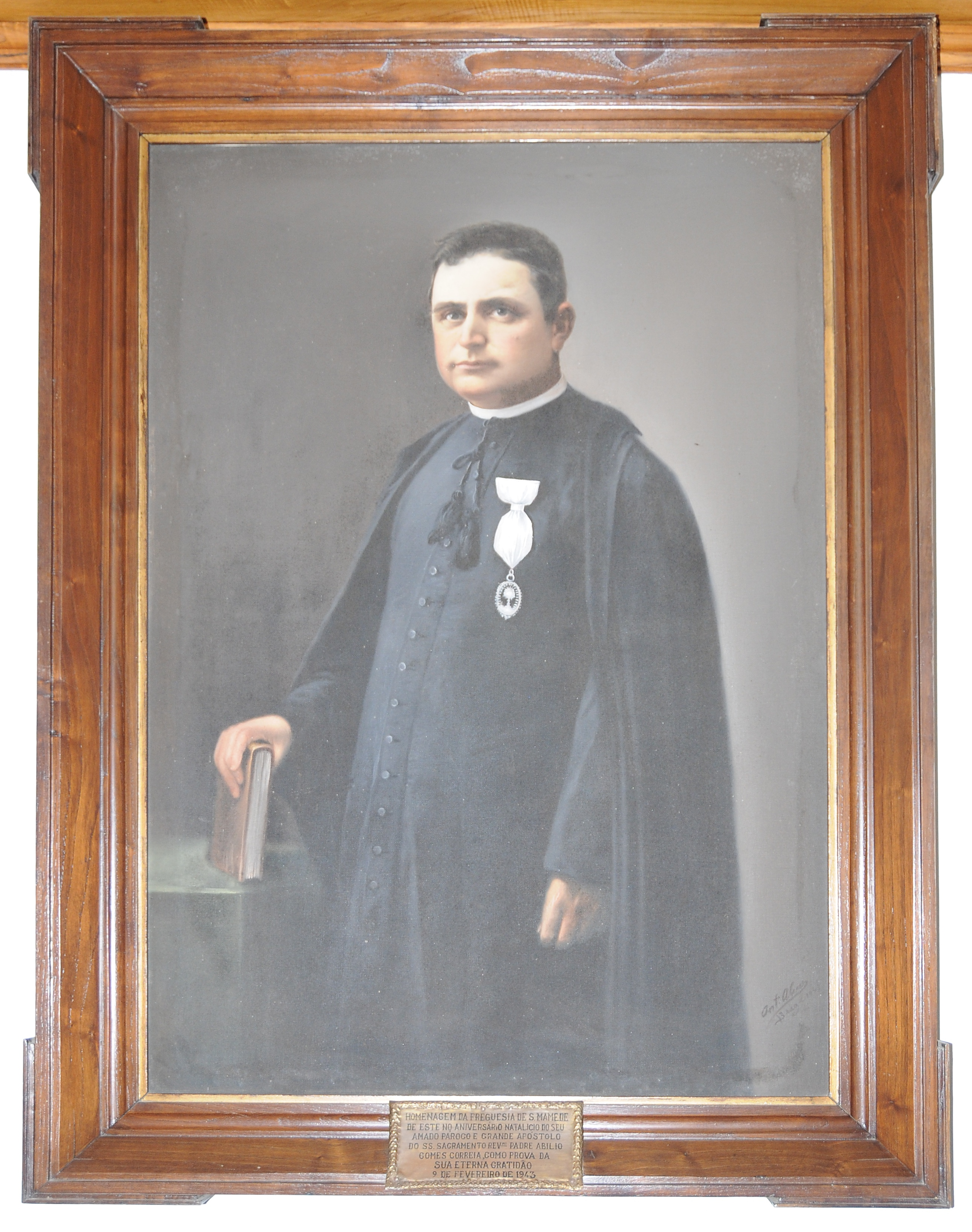

Para suportar o frio rigoroso e húmido da noite que se faz sentir na Igreja, localizada junto do rio, usava uma capa grossa e levava um cão do vizinho que se deitava em cima dos pés. E assim estava desde a uma hora da noite até celebrar missa às oito. Também era seu utensílio habitual uma candeia de azeite (lampião) e o Breviário.

### Com a República não se entendeu
Em 1911, a Carbonária procurou prendê-lo, mas ele protegido por quatro caçadores armados fugiu para o Gerês, vindo celebrar, às ocultas, aos fins-de-semana. 

### Inovou com ousadia
Quando isto aconteceu, tinha o P. Abílio acabado de fundar a Agregação da Adoração ao Santíssimo Sacramento na Paróquia de S. Mamede de Este (29.12.1910), donde irradiou para todo o país, atingindo as comunidades de Língua Portuguesa espalhadas pelo mundo. Daqui, desta pobre terra, desta pobre igreja, deste pobre Sacrário nasceu a grande devoção ao Santíssimo Sacramento, que mudou as mentalidades e a vida dos Portugueses.

### Torna-se escritor
Em Janeiro de 1915 publicou o primeiro número da única revista eucarística que houve em Portugal, intitulada “Mensageiro Eucarístico”. A revista era mensal e o P. Abílio era o director, o redactor, o propriétário e também o empregado para tudo o que fosse preciso. 

### Amante de caminhar
Em S. Mamede de Este não havia luz eléctrica, nem telefone, nem correio, nem meios de comunicação. Era a pé que ele ia a Braga, pela estrada construída pelos romanos no ano 7 da era cristã, tratar de quanto era necessário para imprimir e enviar a revista. 

### Para a guerra… não
Nesse tempo Portugal encontrava-se a participar na primeira Grande Guerra. 
Em 1917 o P. Abílio foi apurado para a tropa. Através do Mensageiro pediu aos 3.000 assinantes que implorassem ao Céu a graça de ele não ter de pegar em armas para matar gente. A sua guerra era promover a paz e o bem. E o Senhor permitiu que ele continuasse na sua pobre terra adoptiva, junto do pobre Sacrário, agora já acompanhado pelas gentes da paróquia a fazerem a sementeira de Amor a Deus, em todos os lugares onde se falava a língua portuguesa.

## Peregrino e atrevido
Em 1922 acompanhou o Arcebispo de Braga, D. Manuel Vieira de Matos, a Roma onde se celebrou um Congresso Eucarístico Internacional. A viagem foi feita de barco. De regresso, inflamado pela participação no extraordinário acontecimento eucarístico, disparou uma pergunta - sugestão - ao seu Prelado:

- “E depois de tudo o que vimos, Braga, a Roma Portuguesa, não erguerá também a voz a cantar os louvores do Santíssimo Sacramento?”.

A resposta do Arcebispo não se fez esperar: 

- Faria, se tivesse meios materiais. Mas como não tem, não pode fazer”. E surge novo ataque do Padre Abílio: 

- “Eu encarrego-me de arranjar o dinheiro e tudo o mais que for necessário para que se faça um Congresso Eucarístico Diocesano”. O problema ficou imediatamente resolvido:

- “Faz-se mesmo e já no próximo ano”. E realmente assim aconteceu. Em 1923, Braga engalanou-se e cantou desassombradamente a sua fé eucarística, acordando o país amedrontado. Foi um despertar geral na Primavera desse ano difícil para as gentes portuguesas. 

## Bom administrador e refilão
Arrumadas as contas, o Padre Abílio apresentou ao Prelado um saldo positivo de doze contos; muito dinheiro na época. 
D. Manuel Vieira de Matos fica admirado com tanto dinheiro e agradeceu a Deus por lhe ter colocado nas mãos os meios de que necessitava para pôr em dia as contas da Diocese e continuar com as obras da construção do Seminário da Rua de Santa Margarida. De tão satisfeito que estava, rezou acções de graças em voz alta, sem se importar com a presença do P. Abílio. Este não gostou do que ouviu e foi frontal na manifestação do seu desacordo: 

- “Desculpe o Sr. Arcebispo, mas não é justo pegar nas migalhas do pão que os pobres não comeram para louvar pública e solenemente a Deus e aplicá-las a pagar dívidas e a construir edifícios de pedra, por mais necessários que sejam. A Deus o que lhe pertence. Estes doze contos são uma dádiva de gente muito pobre ao Santíssimo Sacramento e não ao Arcebispo de Braga”.

Foi como se tivesse rebentado uma bomba de grande potência…

Reacção imediata do Arcebispo surpreendido:

- “Então que pensa fazer? Vai devolvê-lo a quem lho deu?”

- “Não penso assim, Sr. Arcebispo. Julgo que a boa aplicação deste dinheiro seria na organização de outro Congresso Eucarístico, mas a nível nacional”.

- “Só pensas no Santíssimo Sacramento. Não és capaz de ver as coisas com realismo e sensatez. Valha-me Deus!”...

- “Não é verdade que esteja cego… nem sequer preciso de óculos. E neste caso vejo claramente para onde deve ir esta elevada quantia. Quanto às obras materiais, elas não ficarão por fazer por falta de dinheiro. Para elas Deus também providenciará”.

- “Vamos a isso, respondeu o Prelado. Comece já a tratar do Congresso Nacional”. 

E assim se deram início aos trabalhos de organização do primeiro Congresso Eucarístico Nacional, celebrado em Braga no ano de 1924. Nele participou todo o Episcopado Português e, nas comunicações doutrinais sobressaíram dois professores da Universidade de Coimbra: António de Oliveira Salazar e Manuel Gonçalves Cerejeira, bem como o estudante - poeta, Bernardo de Vasconcelos. Este Congresso teve o seu encerramento no Sameiro onde se encontravam mais de 380 mil pessoas. O acontecimento repercutiu-se por todo o país e fez estremecer as estruturas políticas e as ideologias de então.

## Resguardado no seu canto
À margem das grandiosas e apoteóticas manifestações de rua na cidade, na pobre freguesia de S. Mamede de Este, refugiava-se a alma deste incêndio de devoção que queimava os corações atribulados do povo português. Na pequena igreja passava as noites o P. Abílio; durante o dia trabalhava no Mensageiro Eucarístico, atendia os paroquianos, ensinava a catequese às crianças e, ao cair do sol, tocava o sino chamando os fiéis para com ele rezar o terço do Rosário, fazer-lhes uma breve prática doutrinal, terminando com a Bênção do Santíssimo.

## Mudou tudo
Em 17 anos a vida religiosa na Paróquia tinha-se transformado radicalmente: o pároco era amado e respeitado, a igreja estava limpa e impecavelmente cuidada; as crianças todas inscritas nos Pagens da Eucaristia; as famílias tinham consagrado a sua casa ao Sagrado Coração de Jesus; os homens passavam a noite do primeiro Sábado para o Domingo em Adoração ao Santíssimo Sacramento; as mulheres faziam a Adoração durante o dia; os costumes e os modos de viver da gente eram agora orientados pelos valores do Evangelho.

## Lugar incomparável
Pode dizer-se que S. Mamede de Este era um oásis florido, onde Deus era adorado e as pessoas viviam em paz, partilhando os seus pobres haveres.
O Congresso Eucarístico de Braga foi uma semente que floriu e deu frutos não só no Norte de Portugal mas em todo o país.

Seguiu-se uma década de Congressos Eucarísticos nos quais o Director Nacional de Agregação ao Santíssimo Sacramento (P. Abílio) estava sempre presente, onde dirigia algumas palavras de exortação e presidia a algum acto solene.

Apesar das frequentes e prolongadas ausências da Paróquia a sua organizada pastoral mantinha em plena actividade as Associações que tinha criado e a revista saía com regularidade. O número de assinantes aumentou significativamente e os Párocos introduziram a Adoração ao Santíssimo Sacramento nos Domingos de tarde; o “Devocionário” de que se serviam era a “Adoração” publicada no Mensageiro, sempre elaborada pelo P. Abílio. 

## Revolucionário
Estas ideias religiosas, semeadas em clima de oração, modificaram as mentalidades e o modo de viver dos portugueses, que se afastaram totalmente das profecias e promessas da classe política de então. 
Não foi mero acaso a mudança do regime político ter nascido em Braga em 1926. A nascente desta mudança encontrava-se em S. Mamede de Este e o distribuidor desta “água viva” era o pobre Vigário que trabalhava noite e dia destruindo mansamente o erro e o mal.

## Afastado da Paróquia
Em 1931, o hospital de São Marcos, ainda governado por republicanos laicos, era uma grande preocupação para o Arcebispo de Braga. Além dos bens da Igreja andarem por mãos alheias, muitos doentes morriam sem os auxílios da religião e os Párocos da cidade andavam de candeias às avessas por causa do hospital.

D. Manuel Vieira de Matos pediu ao seu amigo e conselheiro, P. Abílio, para deixar S. Mamede de Este e assumir a tarefa de Capelão do Hospital de S. Marcos. Imagino quanto este pedido do seu Bispo o teria amargurado. Nessa altura ele amava a paróquia e os paroquianos; e os fiéis viam nele um pai bondoso e esclarecido, a quem amavam e obedeciam com alegria. O P. Abílio representava para eles tudo o que se pode esperar dum Pároco zeloso. Ele era o apoio das autoridades locais a quem ajudava e acompanhava quando era preciso pedir aos poderes centrais melhoramentos para a freguesia; era ele que matava a fome aos mais necessitados; as crianças beijavam-lhe a mão pedindo a bênção; todos a ele recorriam em qualquer espécie de necessidades. A estatura física; o modo de vestir e falar; a maneira de celebrar; a oportunidade dos conselhos e iniciativas que tomava levavam as pessoas a olhá-lo como um homem superior, a quem se admira, e um amigo sempre disponível 
Mas para o Padre Abílio a voz dos seus superiores era a manifestação clara da Vontade de Deus. Por isso, a resposta dada ao seu Bispo foi um “sim” imediato e incondicional. 

No dia 30 de Outubro, às 24h00, diante do Sacrário escreveu: “ Vou para capelão do Hospital de S. Marcos. Deixo este Sacrário com eterna saudade”. 

## Regresso

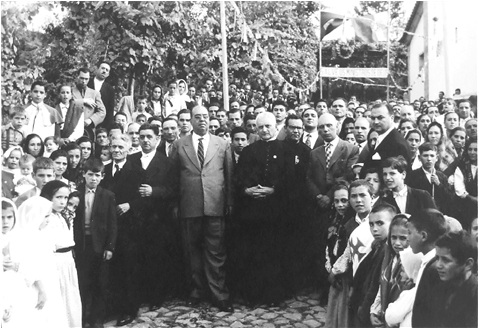
O Padre Abílio é recebido depois de oito anos de ausência de S. Mamede de Este

Quando regressou, em 1938, anotou o que se tinha passado, com estas palavras: “Quando deixei esta freguesia em Outubro de 1930, saí com intenção de não mais voltar para ela. Mas depois, em 1938, instado pelo povo para voltar a paroquiá-la, condoí-me da sua triste situação e voltei, sobretudo para ver se podia realizar uns projectos grandiosos, visto os tempos serem mais favoráveis e a situação religiosa melhor. 

No hospital ganhava muito mais dinheiro do que aqui na freguesia e quando o deixei, poderia ir paroquiar freguesias mais rendosas e próximas da minha naturalidade, Padim da Graça. Tinha à minha escolha S. Paio de Merelim, Cabanelas, Tibães e Pousa. Mas por causa dos meus projectos e por causa do Santíssimo Sacramento sacrifiquei tudo e voltei, porque foi aqui nesta pobre freguesia, e pobre igreja e junto ao seu pobre sacrário que eu recebi as maiores graças temporais e espirituais da minha já longa vida. Foi aos pés do pobre sacrário desta pobre igreja que eu recebi as melhores inspirações da minha vida sacerdotal e paroquial; foi aos pés do pobre sacrário desta pobre igreja que eu recebi a paixão eucarística que sempre conservei e desejo conservar até ao último momento da minha vida terrena. 
Quase se pode dizer, foi nesta pobre freguesia que se fundou o primeiro centro da Agregação do Santíssimo Sacramento; o primeiro centro da visita diária; o primeiro centro da Adoração Nocturna ao Santíssimo Sacramento; o primeiro centro dos Pagens do Santíssimo Sacramento. Os respectivos documentos de Erecção e Agregação às Arquiconfrarias Primárias são documentos históricos e muito honrosos e gloriosos para esta pobre freguesia, abandonada e desprezada por quase toda a gente. 

Foi nesta pobre freguesia junto ao pobre sacrário da sua pobre igreja que resolvi fundar o Mensageiro Eucarístico como órgão da adoração ao Santíssimo Sacramento em Portugal e que tanto bem tem incutido nas almas que o assinam, e tem a honra e a glória de ser a primeira e única revista eucarística que há em Portugal e que já conta 39 anos de existência... Nestes 39 anos são milhões de páginas, milhões de linhas e milhões de letras louvando unicamente o Santíssimo Sacramento e cantando as suas misericórdias e chorando os seus abandonos, esquecimentos, desprezos e sacrilégios da grande maioria dos homens que O não conhecem. Foi aos pés do pobre sacrário desta pobre igreja que passei tantas horas, tantos dias e tantas noites inolvidáveis... 

A paixão eucarística que Nosso Senhor me concedeu logo após a minha vinda para esta pobre freguesia em Julho de 1907,a santa obra da Adoração ao Santíssimo Sacramento fizeram com que eu encontrasse o Céu neste triste exílio e consagrasse a esta pobre freguesia, a esta pobre igreja, a esta pobre residência um amor maior do que o da freguesia em que fui baptizado e da casa em que nasci. Por isto tudo, e pelo muito mais que podia dizer mas não posso, nem tenho tempo, sacrifiquei tudo, e voltei para o meio deste pobre povo para continuar a levá-lo pelos caminhos de Deus para o Céu, enquanto as minhas forças mo permitirem. S. Mamede de Este, 17 de Novembro de 1953, às 24 horas. Abílio Gomes Correia”.

## Procura meios aptos
Novamente no ambiente em que trabalhava bem e era acompanhado pelas pessoas que o rodeavam, sem deixar o essencial do seu carisma eucarístico, lançou mãos às estruturas materiais, para que estas facilitassem o trabalho pastoral. 

Terminou o restauro da residência, que tinha sido iniciado por um grupo de paroquianos, chefiado por uma senhora, durante a sua ausência em Braga. A sua atenção virava-se agora para a igreja paroquial e para o Monte Chamor, onde sempre sonhou colocar um monumento ao Coração de Jesus. Entretanto surgiu a Guerra Civil em Espanha, logo seguida pela Segunda Guerra Mundial. 

## A Igreja
Ignorando a situação económica do país, principiou o restauro geral da igreja. O ritmo que imprimiu nos trabalhos foi o que sempre o caracterizou: “as obras de Deus fazem-se sem interrupção e os meios materiais aparecerão quando forem necessários”.

As dificuldades que encontrou foram muitas, e, o modo como foram solucionadas, encontram-se escrito nos seus cadernos: promessas governamentais não cumpridas; prazos ignorados; falta de tudo … 
O que é certo é que, em 1945, a igreja paroquial renovada estava ao serviço do culto, apesar de ainda lhe faltarem alguns adereços que ele julgava convenientes.

Faltava o Chamor, e a freguesia continuava a ser esquecida pela autarquia municipal.

Consciente do prestígio de que gozava junto das autoridades civis, começou a acompanhar o residente da junta, apoiando com o seu testemunho a necessidade dos pedidos que ele fazia e a urgência da resposta para o pobre povo da freguesia, muitas das vezes espezinhado e explorado pelos donos da terra que viviam como príncipes na cidade. 

Os requerimentos de Junta da Freguesia que ele apoiava eram logo aceites e executados. 

## Ainda faltava o monumento

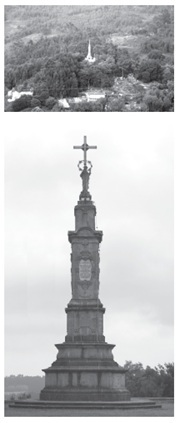
Monumento ao Coração Eucarístico de Jesus situado no Monte Chamor

Em 1954, surgiu a oportunidade para realizar o seu sonho de 1907, referente ao Monte Chamor. A Confraria do Sameiro pôs à venda o monumento do Sagrado Coração de Jesus, inaugurado em 1904, para erguer outro mais alto do que o que lá estava. É claro que o comprou imediatamente e começou a dirigir as obras de terraplanagem do morro - feitas a pá e pica -com o suor dos seus paroquianos e a trazer em carros de bois as pedras do belo monumento. 

Mais uma vez ignorou o problema dos dinheiros, mas com as esmolas de uns, os empréstimos de outros e a boa vontade de todos, o monumento foi solenemente inaugurado no dia das suas Bodas de Ouro, fazendo parte da homenagem que os paroquianos lhe fizeram. E as contas estavam todas em dia: não se devia nada a ninguém. 

## Prevendo o fim da jornada
No meio de tudo isto, o Padre Abílio, agora com os seus 75 anos, começou a sentir o peso da idade. Os seus manuscritos começam a mencionar consultas nos médicos, a vista a fraquejar, os mimos dos paroquianos a multiplicarem-se … e ele a “ler” os sinais dos tempos… 

Sentindo-se uma pessoa realizada, apesar de fragilizada, fazia só o que podia, sempre irradiando paz.

O Mensageiro Eucarístico continuou a sair com regularidade, a vida da Paróquia a decorrer harmoniosamente no estilo que ele ao longo dos tempos lhe imprimiu e ele continuava a perder a vista, a cuidar das tensões arteriais, a ter necessidade de alguém que o ajudasse a ir para junto do Sacrário. Mas a sua residência mantinha-se sempre airosa e de portas abertas para todos; o seu perfil igual ao que sempre foi - figura respeitável -, trajando sempre as vestes sacerdotais impecavelmente limpas, concentrado, olhando falava dentro de si mesmo, acolhedor, calmo e amigo, conselheiro sensato quando procurado, confessor sempre disponível. 

Quando necessitou da ajuda dum colega mais jovem para realizar melhor as celebrações, começou imediatamente a seguir o novo ritmo que o coadjutor trouxe consigo: género de música, estilo de homilia, desprendimento das coisas que sempre o ocuparam - a biblioteca, o Mensageiro, os intensos contactos com os acontecimentos, os seus passeios de monge em que se fazia acompanhar dum pequeno farnel para louvar Deus a partir das belezas da natureza, etc … 

O povo também sabia ler os acontecimentos e foi-se preparando para a separação física do seu muito amado pastor, que sem angústia caminhava resolutamente ao encontro do seu Amigo do Sacrário. 

## Morte

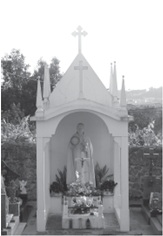
Sepultura do Padre Abílio em S. Mamede de Este

Quando chegou do Hospital de S. Marcos a notícia da sua morte, mergulhados em lágrimas, prepararam tudo o que era necessário para o funeral. O cadáver esteve pouco tempo na igreja. As Exéquias foram solenes. A separação foi muito custosa. 

E aquele que há 60 anos foi recebido por meia dúzia de pessoas agora recebeu as lágrimas amorosas e agradecidas de todos os que foram por ele profundamente amados. 

## Lágrimas e flores
O seu cadáver foi sepultado em flores recolhidas dos campos da terra que ele amou mais do que qualquer outra.

E lá se conserva, numa sepultura em forma de capela, tendo à cabeceira a estátua de S. Pio X, o Papa da Eucaristia, e sobre a pedra mármore, sempre flores frescas. Ao visitarem o Cemitério, a primeira sepultura que é visitada é a do Sr. Padre Abílio, aquele que os ensinou a ser verdadeiros cristãos. 

As intenções, que as gentes desta terra têm, passam quase todas pelo seu “Pároco”, como quando ele era vivo, e habitualmente são atendidos. E sabem agradecer a Deus e ao intercessor. 
A fama de santidade começou a divulgar-se e a sepultura é visitada por gente de perto e de longe. 

## Frutos a multiplicarem-se
Em S. Mamede de Este a maior festa é o Lausperene. São vinte e quatro horas de oração contínua, feita ora em comum ora individualmente, com todos desejosos de poderem participar. Os emigrantes recordam o dia e estão presentes em pensamento eivado de saudades. Sobretudo as horas da noite, mesmo as mais incómodas, são as mais procuradas. 

Antes das Missas Dominicais as pessoas não ficam no adro a actualizar o “noticiário”: entram na igreja e preparam-se para a celebração, na qual participam, ouvindo com atenção e interesse a Palavra de Deus, rezando e cantando com piedade e comungando com devoção. 

## S. Mamede em Festa
No dia 28 de Setembro de 1997 o Prelado visitou solenemente a Paróquia e nessa memorável visita deu posse ao Tribunal. Foi um dia festivo, muito esperado por todos. E depressa apareceu a sentença: “O Padre Abílio Gomes Correia viveu de modo heróico as virtudes cristãs”. 

Na reunião geral da Conferência Episcopal, na sua reunião de Abril de 1998, por unanimidade, D. Eurico Dias Nogueira pediu à Santa Sé que examinasse a sentença do Tribunal Eclesiástico de Braga na Congregação da Causa dos Santos 

### Uma folha de breve existência
Começou a ser publicado na Paróquia e a ser divulgado entre os Ministros Extraordinários da Comunhão da Arquidiocese de Braga, um pequeno Boletim intitulado “Apóstolo da Eucaristia”. E tudo adquire maior vitalidade: mais súplicas confiadas à intercessão do Sr. P Abílio; mais graças - algumas verdadeiramente extraordinárias - aparecem; mais gente a visitar o túmulo; pedidos de celebração de mais Missas em acção de graças… 

## Conclusão
“Um santo é um modelo a imitar, um estímulo a sermos melhores, um valor a enriquecer o património espiritual da sociedade e um motivo de legítimo orgulho para a família a que pertence e a terra que marcou a sua caminhada terrena… Se tal aprouver a Deus, os vindouros, num futuro não muito demorado, poderão rever, no saudoso pároco de S. Mamede de Este, um outro S. João Maria Vianney” referia D. Eurico Dias Nogueira no primeiro número de “Apóstolo da Eucaristia”.

E o actual Arcebispo Primaz, D. Jorge Ferreira da Costa Ortiga, escreveu na sua Nota Pastoral “Louvor Perene” : "Quero referir o Reverendo Padre Abílio Gomes Correia, o célebre Pároco de S. Mamede de Este, apóstolo da Eucaristia, que vivia centrado no Sacrário da sua paróquia e que levava os fiéis a imitar a sua intensa devoção… O fruto da sua total doação ao Sacrário foi extraordinário na paróquia e no país… Quem estuda a vida deste sacerdote bracarense não pode deixar de ficar impressionado com o modo como viveu a sua longa vida… Desenvolveu extraordinariamente as virtudes humanas e cristãs, contagiando quem o conheceu… Recordemo-lo nas nossas preces e imitemo-lo na nossa vida”.